# 萨特尔多夫
萨特尔多尔夫是德国巴登-符腾堡州的一个市镇。总面积46.21平方公里，总人口5203人，其中男性2625人，女性2578人（2011年12月31日），人口密度113人/平方公里。